# روزن‌رانی پلاستیک
روزن‌رانی پلاستیک یا اکستروژن پلاستیک (به انگلیسی: Plastics Extrusion) روشی رایج برای شکل‌دهی پروفیل‌ها از مواد پلاستیکی است. ماده خام پلاستیک توسط مارپیچ به جلو رانده می‌شود المنت‌های گرمایشی دور محفظه مارپیچ موجب گرم شدن و ذوب شدن مواد شده و به مواد را بصورت مذاب به حرکت درمی‌آورد. این فرایند، فرایندی پیوسته بوده و در نتیجه می‌تواند قطعات را در طول‌های زیاد تولید کند که برای تولید قطعاتی مثل لوله و واشر ایده‌آل است. با این حال در اکثر مواقع قطعه روزن‌رانده به طول‌های کمتر بریده می‌شود. نخستین روزن‌رانها در بین سال‌های ۱۹۳۰ تا ۱۹۴۰ اختراع شدند. در سال ۱۹۳۷ یک دستگاه روزن‌ران (اکسترودر) توسط ورنون ای روویل اختراع شد که عملکردی بسیار مشابه به روزن‌ران‌های پلاستیک امروزی داشت و می‌توان آن را نخستین نمونه موفق از این سری از ماشین‌ها دانست.

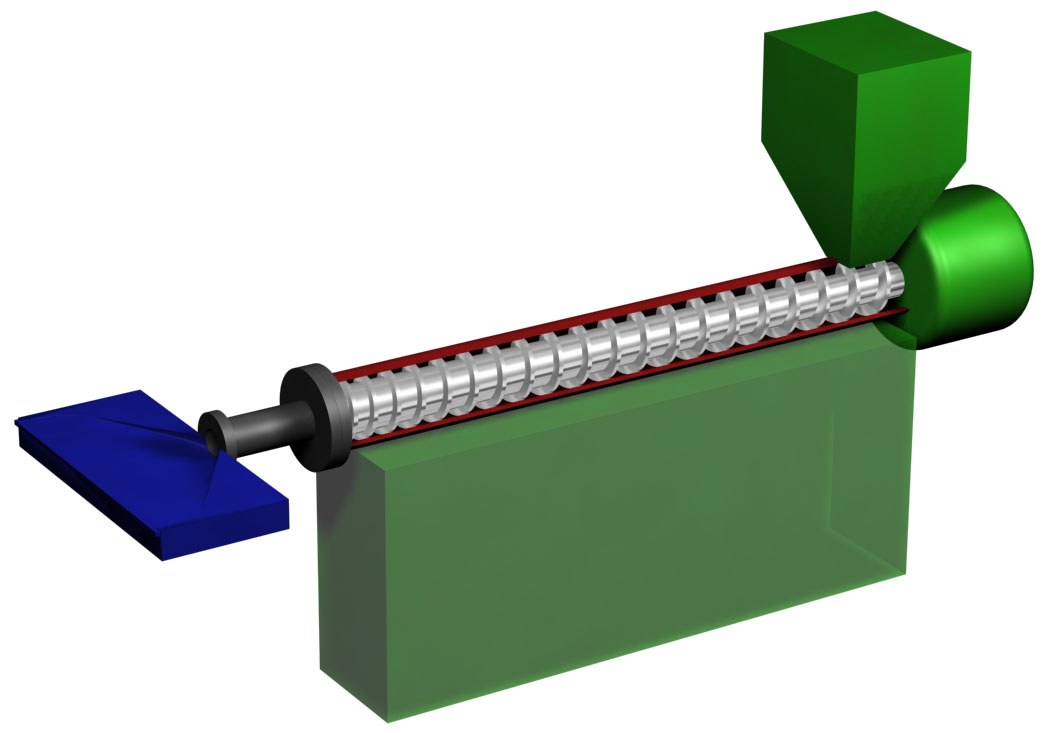
مقطع یک روزن‌ران پلاستیک برای نشان دادن پیچ

## فرایند

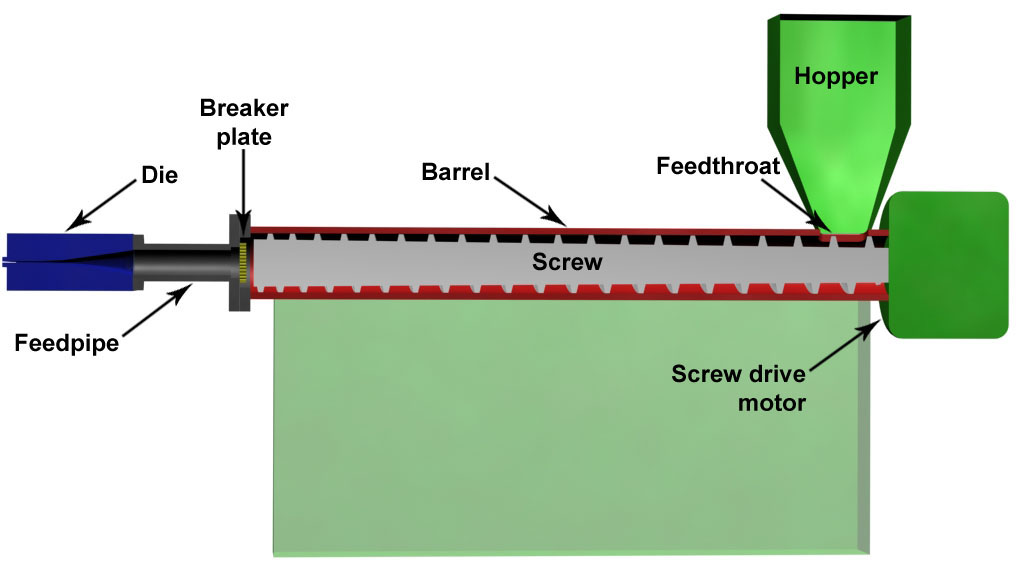
تشریح روش روزن‌رانی پلاستیک

برعکس قالب‌گیری تزریقی که فرایند، قطعات یک شکل و جداگانه تولید می‌کند، در روزن‌رانی یک قطعه با طول زیاد و سطح مقطع یکسان شکل می‌گیرد. این سطح مقطع پروفیل نام دارد. برای مثال می‌توان به شیلنگ و میله پرده به عنوان قطعات ساخته شده در این فرایند اشاره کرد. یک موتور الکتریکی همراه با یک درایو هیدرولیک به‌طور پیوسته یک پیچ واقع در لوله دستگاه را می‌چرخاند. ذرات پلاستیک درون دهانه دستگاه روزن‌رانی وارد شده و به سمت پیچ کشیده می‌شوند. لوله و پیچ توسط المنت‌های خارجی گرم می‌شوند. همان‌طور که ذرات پلاستیک در راستای پیچ حرکت می‌کنند، ذوب شده و با فشار، به قالب که در انتهای لوله دستگاه قرار دارد، وارد می‌شود. این قالب دارای سطح مقطع پروفیل مورد نظر است.

## روزن‌ران
روزن‌رانها را می‌توان به دو نوع کلی تک مارپیچ و دو مارپیچ تقسیم‌بندی کرد.

### روزن‌ران تک‌مارپیچ
روزن‌رانهای تک‌مارپیچ انعطاف‌پذیری بالایی دارند و تجزیه تحلیل درون آن‌ها ساده‌تر است.
در اینجا اجزاء روزن‌ران و مکانیزم عملکرد آن به صورت مختصر توضیح داده می‌شود:

#### اجزاء روزن‌ران

##### قیف تغذیه
اگر خوراک ورودی به روزن‌ران به شکل گرانول یا پودر باشد، درست بعد از قیف نیاز به یک قسمت به نام ناحیه تغذیه است که در آن به مواد گرما داده می‌شود تا به حالت مذاب در آیند. به این روزن‌رانها Plasticating Extruder می‌گویند؛ ولی اگر خوراک ورودی به روزن‌ران به عنوان مثال از یک رآکتور پلیمریزاسیون تأمین شود و خوراک به صورت مذاب باشد در این صورت در روی پیچ دیگر نیازی به ناحیه تغذیه نیست و خوراک به‌طور مستقیم وارد ناحیه تراکم و فشردگی یا حتی ناحیه اختلاط می‌شود. به این نوع روزن‌ران Melt Extruder می‌گویند.

##### سیلندر
محفظه استوانه ای شکل نگهدارنده پیچ می‌باشد. انتقال حرارت به مواد بیشتر از طریق سیلندر صورت می‌گیرد و ایجاد جریان درگ با استفاده از آن میسر می‌گردد. در بعضی از موارد بر روی سیلندر نیز شیارهایی به عنوان کانال انتقال مذاب تعبیه می‌شود.

##### صافی و صفحه سرعت شکن
یکی از اجزای مهم روزن‌ران، صافی است که پس از مارپیچ و قبل از دای قرار می‌گیرد. این صافی هر گونه مواد ناهمگن و ناخالصی را از مذاب جدا می‌کند. عدم وجود صافی حتی باعث گرفتن دای می‌شود. استفاده از صافی‌های بسیار ظریف باعث افزایش کیفیت محصول نهایی می‌گردد؛ ولی این نوع صافی‌ها بسیار آسیب‌پذیراند. جهت جلوگیری شکست این صفحات، از صفحات سرعت‌شکن استفاده می‌شود که دارای سوراخ‌های مماس بر یکدیگر و بسیار تنگاتنگ است که باعث می‌شود جریان مذاب چرخشی خروجی از مارپیچ به صورت خطی در آید.

##### مارپیچ
مهم‌ترین قسمت یک روزن‌ران مارپیچ روزن‌ران می‌باشد. مارپیچ می‌تواند یک کاناله یا چند کاناله باشد. قسمت‌های مختلف از یک مارپیچ عبارت اند از:
1. قطر مارپیچ: منظور از قطر پیچ همان قطر درونی سطح صفر مارپیچ است.
2. زاویه پیچ: زاویه بین صفحه عمود بر محور پیچ و راستای پره‌ها است. روزن‌ران در هنگام کار باید به گونه‌ای بچرخد که گویی پیچ در حال باز شدن است. تنها در این صورت است که مواد به سمت جلو حرکت می‌کنند. البته گاهی از زوایای معکوس جهت عمل اختلاط استفاده می‌شود.
3. گام پیچ: به فاصله محوری یک پره تا پره دیگر گفته می‌شود. باید توجه کرد که فاصله خالی بین دو پره lead گفته می‌شود که به اندازه عرض پره از گام پیچ کمتر است.
4. عمق کانال: به فاصله بین سطح صفر مارپیچ و سطح داخلی سیلندر عمق کانال گقته می‌شود و ممکن است در طول کانال تغییر کند.
5. درجه لقی: به فاصله بین سطح پره و جداره داخلی سیلندر گفته می‌شود. این فاصله باعث ایجاد یک جریان برگشتی شده که به اختلاط مواد درون روزن‌ران کمک می‌کند؛ ولی شدت برش وارده به سیال در این منطقه بسیار زیاد است و گرمای زیادی تولید می‌شود که افزایش گرمای تولید شده باعث سوختن و تخریب پلیمر می‌شود.
6. عرض پره‌ها: به فاصله محوری بین ابتدا و انتهای لبه‌های پره گفته می‌شود.
7. عرض کانال: به فاصله عمودی بین پره‌ها گفته می‌شود.

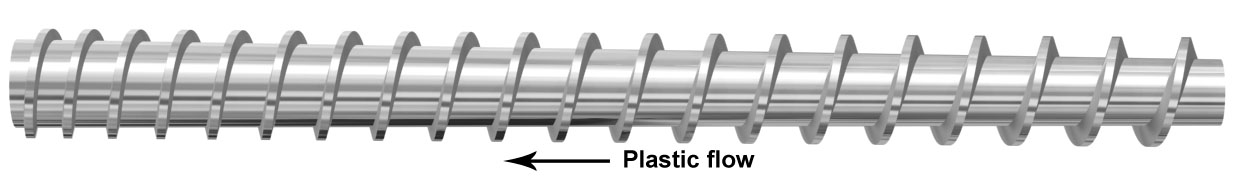
یک پیچ ساده روزن‌رانی پلاستیک

#### تقسیم‌بندی نواحی مختلف یک مارپیچ ساده
یک روزن‌ران تک مارپیچ سه ناحیه متفاوت دارد که عبارت اند از:
- ناحیه تغذیه
- ناحیه تراکم و فشردگی یا انتقال
- ناحیه اندازه‌گیری و سنجش

#### چگونگی حرکت مواد در داخل روزن‌ران
خوراک جامد ابتدا وارد ناحیه تغذیه می‌شود و در جداره سیلندر شروع به ذوب شدن می‌کند. در ضمن عملیات ذوب شدن، مواد از جداره سیلندر جدا شده و در حوضچه مذاب مارپیچ در حال چرخش می‌ریزد و با ایجاد نیروی درگ به سمت جلو می‌روند. با استمرار چرخش مارپیچ مواد بیشتری به داخل حوضچه مذاب می‌ریزد تا اینکه در انتهای منطقه تغذیه خوراک جامد به‌طور کامل به حالت مذاب در می‌آید. در انتهای منطقه فشردگی با کاهش عمق مارپیچ، حداکثر فشار ایجاد می‌شود. در طول منطقه اندازه‌گیری، مذاب فشرده شده شروع به همگن شدن کرده و مذابی با فشار و دمای ثابت از خروجی روزن‌ران به سمت دای می‌رود.

### روزن‌ران دومارپیچ
متناسب با جهت چرخش و وضع استقرار دو مارپیچ نسبت به یکدیگر، می‌توان انواع مختلف مارپیچ از جمله مارپیچ با حرکت همسو و معکوس، مارپیچ نوع شانه‌ای، غیر شانه‌ای و شانه‌ای فشرده را تشخیص داد.
متناسب با جهت چرخش دو مارپیچ نسبت به یکدیگر، نحوه ورود و انتقال مواد، هموژنیزه شدن مواد، انتقال انرژی، شدت و یکنواختی برش، فشار و حجم مواد عبوری از مارپیچ‌ها و مقدار اصطکاک مشخص می‌شود.
برتری روزن‌ران دو مارپیچ و شانه‌ای با حرکت معکوس نسبت به مارپیچ با حرکت همسو عبارت اند از:
- انتقال مواد به شدت صورت می‌گیرد.
- خود به خود تمیز شده و پلاستیک شوندگی را با دقت انجام می‌دهد.

## تجهیزات جانبی
در روزن‌رانی پروفیل، تجهیزات جانبی بیشتر برای شکل و فرم‌دهی به محصول نهایی به کار می‌روند.

### حمام‌های خنک‌کننده
زمانی که پروفیل پلاستیکی از قالب بیرون می‌آید هنوز به صورت مذاب است. پروفیل به یک حمام آب هدایت می‌شود که دارای شکل دهنده‌ها و راهنماهای مرتبط با ابعاد است. در حین عبور از این حمام خنک‌کننده، پلاستیک جامد شده و شکل نهایی اش را به خود می‌گیرد. حمام به‌طور پیوسته توسط ورود آب خنک با یک چیلر خنک می‌شود.

### غلتک‌های بیرون برنده
پلاستیکی که از قالب پروفیل بیرون می‌آید و هنوز مذاب است، استحکامی ندارد. برای حصول اطمینان از این که فرایند با سرعت درستی پیش می‌رود، غلتک‌های بیرون برنده که سرعت آن‌ها قابل تنظیم است، پلاستیک خنک شده را از درون حمام خنک‌کننده عبور می‌دهند. غلتک‌های بیرون برنده، بزرگی و جهت سرعت بیرون آمدن پروفیل از قالب را کنترل می‌کنند.

### کالیبراسیون خلأ
برخی قطعات روزن‌رانی شده و لوله‌ها که سطح مقطع توخالی دارند، باید از لحاظ ابعاد دقیق باشند؛ بنابراین یک دستگاه کالیبراسیون خلأ به حمام خنک‌کننده اضافه می‌شود. قطعه روزن‌رانی شده که همچنان نرم است از مرکز دستگاه کالیبراسیون عبور می‌کند. محیط خلأ در بیرون از دستگاه برقرار می‌شود و حفره‌های کوچک در تمام سطح پروفیل مرکزی، باعث می‌شوند که پلاستیک نرم به سمت این پروفیل کشیده شود. این پروسه کمی شبیه به فرایند شکل‌دهی خلأ پیوسته می‌باشد.

### بریدن به ابعاد مورد نظر
پروفیل روزن‌رانی شده که کامل شکل گرفته‌است، حال باید به ابعاد مورد نظر بریده شود تا برای حمل و نقل و کاربرد پیش‌بینی شده مناسب باشد. قطعات منعطف معمولاً توسط یک دستگاه اختصاصی کویلینگ، بریده می‌شود. در حالی که قطعات سخت توسط اره یا گیوتین به اندازه مناسب بریده می‌شوند. اگر سطح مقطع قطعه‌ای که قرار است بریده شود ضخیم باشد، یک اره رفت و برگشتی قطعه را می‌برد. طول قطعات سخت و نرم در حین گذشت از روی کانتر که توسط یک غلتک فعال می‌شود، اندازه‌گیری می‌گردد.

## پروفیل‌های روزن‌رانی هم‌زمان
در این فرایند، دو نوع ماده اولیه یا در رنگ‌های متفاوت، هم‌زمان در یک پروفیل روزن‌رانی می‌شوند. این کار نیاز به دستگاه روزن‌رانی دوسره اختصاصی و قالب‌های سفارشی ساخته شده دارد. معمولاً از این فرایند برای حذف یک مرحله سرهم کردن استفاده می‌شود. دو ماده به‌طور جداگانه روزن‌رانی می‌شوند و سپس در قالب به هم می‌رسند و از آنجا که به حالت مذاب هستند، در سطح تماس خود به هم متصل می‌شوند.

## اعمال پس از روزن‌رانی
برای بهبود یک پروفیل روزن‌رانی، می‌توان پس از روزن‌رانی اعمالی انجام داد. سوراخ (پانچ) کردن، مته کردن و شکاف دار کردن از پروسه‌های رایج هستند. شکل‌دهی خمشی و استفاده از غلتک‌های داغ روی نوارهای چسب در خارج از خط تولید انجام می‌شوند. فرایند پرینت جوهری، نشان دار کردن محصول یا یک دسته از محصولات را امکان‌پذیر می‌کند.